# 名偵探柯南：萬聖節的新娘
《名偵探柯南：萬聖節的新娘》，是於2022年4月15日上映的日本動畫電影，是改編自日本漫畫家青山剛昌漫畫系列《名偵探柯南》的第25部劇場版，由滿仲勸執導，大倉崇裕編劇。

## 劇情
臨近萬聖節的一天晚上，柯南一行人受邀參加高木警官與佐藤警官在澀谷HIKARIE舉行的一場假婚禮，作為前警視正村中努即將舉行的婚禮所安排的安全演練，期間高木捨身保護佐藤而身中一枚漆彈，導致佐藤的痛苦回憶再次湧上心頭。與此同時，安室透與下屬風見裕也，以公安警察的名義追捕不久前越獄的「東都鐵塔炸彈事件」的連環炸彈犯。兩人雖然找到炸彈犯，卻目睹他被脖子上安裝的項圈式液體炸彈炸死，安室為了營救遭到爆炸波及而險些墜下樓的風見，脖子上被真正協助炸彈犯脫逃的“幕後真兇”戴上相同的炸彈項圈。
隔天，柯南一行人到警視廳接受完訪問而離開時，近距離目睹一名說俄語的外國男子被手中的平板電腦炸死，造成毛利小五郎為了救灰原而被卡車撞傷送醫。由於遺體燒焦而難以辨別身份，搜查一課開始靠男子攜帶的物品來尋找線索，找到一張疑似畫有日圓符號（¥）的燒焦字條，而一張已故松田陣平的名片引起眾人注意。三年前曾與松田搭檔過的佐藤仔細回顧往事，想起松田在三年前殉職前一天的11月6日當天，曾與同期的三個警校同伴到月參寺墓前祭拜已殉職的萩原研二。而風見突然命令搜查一課終止這次調查，聲稱公安會接手其案，無法接受的佐藤受高木的自願協助繼續調查。
身在公安地下庇護所隔離的安室由於臥底身份加上脖子上的炸彈而無法公開露面，只能派人將柯南秘密帶來見他。柯南用自己的調查與安室核實三年前11月6日的詳細經過，得知他與松田陣平、諸伏景光與伊達航當天祭拜完萩原研二後，四人曾在澀谷的一棟廢棄商住樓內聯手制止一場炸彈事件。始作俑者是一名戴著老鷹面具的神秘炸彈犯，其在樓內安裝由兩種不同液體為構造的特殊炸彈，安室追捕犯人卻不慎中伏受傷，直到諸伏景光及時開槍擊中炸彈犯的右肩而使其逃跑。負責拆炸彈的松田本無法阻止被遠程遙控引爆的炸彈，卻急中生智使用萩原研二用過的方法，用伊達航給的口香糖阻斷兩種液體混合而成功化解。松田在這之前解救過那名外國男子，並給過他名片以離開現場。安室認為三年前與當天的外國人命案都是同一人所為，拜託柯南代替他調查。
柯南一行人隔天受村中努與其未婚妻克莉絲汀的邀請參觀澀谷HIKARIE美景，少年偵探團決定幫克莉絲汀外出領取她朋友聯繫說要贈送的禮物，然而到達指定的荒廢商住樓中遭遇炸彈陷阱。柯南一人被房門上的機關反鎖在內，發現炸彈的構造與三年前松田陣平所拆除的炸彈極為相似，於是用一旁的熱水壺與自己的外套袖子分別採集到炸彈的兩種液體後，在同伴們的幫助下死裡逃生；採集的液體被柯南私下交給風見進行分析。風見得到安室授權與搜查一課合作查案、共享情報，揭示幕後黑手是身份不明、以俄羅斯為據點的國際恐怖分子「火焰」，其專門用特殊液體炸彈活動。
千葉警官在調查途中突然被不明團體綁架，對方指名要求松田陣平出面。高木冒險假扮松田前去宮下公園會面，但對方團體靠網上發起的萬聖節發糖活動引來人群，趁亂將高木劫至地下。首領艾蓮妮卡·拉芙倫蒂耶娃介紹他們是為殺死火焰而成立的民間團體「趕盡殺絕」，死在警視廳門口的亦是她的哥哥奧列格，其因為掌握火焰即將在東京犯案的情報才去求助松田。千葉清醒後不慎說出松田殉職的實情，導致高木暴露身份。所幸柯南跟蹤到地下、並用監視器引來警方，迫使艾蓮妮卡帶領團體撤退前，私下希望柯南不要繼續牽扯。高木和千葉獲救後，村中夫婦受火焰恐嚇必須照常進行婚禮。
萬聖節當天，柯南才得知小蘭根據回憶畫出外國男子的字條內容，上面的圖案與單詞讓柯南恍然大悟，靠先前安置的追蹤器迅速找到艾蓮妮卡達成共識。村中與克莉絲汀的婚禮在戒備森嚴的澀谷HIKARIE照常舉行，艾蓮妮卡帶領部下以柯南當作人質闖進會場，當眾識破新娘克莉絲汀的右肩傷勢是源於三年前被諸伏景光開槍擊中、導致子彈停留在體內交錯著神經；而佐藤同樣想起克莉絲汀知情火焰在日本的真正受害人數。見瞞不住的克莉絲汀露出真面目，用繩索逃到樓上用烏茲衝鋒槍大開殺戒，高木為了保護佐藤而身中一槍，但他卻選擇隱瞞傷勢。柯南在頂樓截住準備搭乘觀光直升機逃跑的火焰，證實她特地挑選婚禮之日下手，是為了釋出她裝在澀谷東西兩邊街上的萬聖節南瓜燈內的兩種液體、順著下坡流向澀谷中心路口引發最大規模的爆炸，以此將「趕盡殺絕」團體在內的所有知情自己身份的人一網打盡。在此同時對三年前阻撓過自己的四名警察實施報復，設局引出降谷零、為他戴上炸彈項圈是為了引出“下落不明”的諸伏景光。
躲在直升機上的安室一掌將火焰打至右肩脫臼，而火焰假裝舉手投降時丟出暗藏的手榴彈，即使被柯南及時用煙火足球化解，但火焰趁機坐上直升機並引爆安室的項圈。然而安室早已靠風見的不懈努力而順利拆解項圈，同時將原始項圈放在直升機後座而讓火焰自食其果，安室隨後冒險一躍跳上失控的直升機，與火焰共同墜機在忠犬八公前的廣場上。惱羞成怒的火焰剛想親手殺死安室，就被覺醒的村中痛擊至昏迷。村中掩護安室先離開現場，艾蓮妮卡準備開槍殺死火焰來為死去的家人報仇，但被柯南及時以擁抱關懷的形式勸阻下來。淚流滿面的艾蓮妮卡同時被柯南說服，決定不讓自己的悲劇在他人身上重演。這時，兩邊街道的南瓜燈集體釋出大量液體並流向中心路口，柯南緊急傳喚少年偵探團帶來阿笠博士最新完工的超巨大足球腰帶，打算用膨脹至最大化的足球堵住中心路口以阻止液體。
隨著足球持續膨脹使柯南一行人幾近無力支撐，直到艾蓮妮卡與其團體全員、村中、佐藤、以及堅持帶傷的高木都一起過來幫忙，經過眾人不懈努力將四邊吊帶用柱子固定、加上柯南及時踩滑板至球上方按下停止開關，才成功制止液體接觸。消防隊及時前來噴灑風見提供的中和劑而制止危機，身在樓頂的安室稱讚柯南想出的方法，而柯南表示自己是用七年前偶然在公園遇過的萩原研二使用過的方法，當時萩原用一個棒球止住被年幼的新一踢足球時不慎踢壞的水管；而三年前松田亦是用相同的方法阻止火焰的炸彈爆炸。安室抬頭默默感謝朋友的“舉手之勞”，回家舉杯敬酒紀念四名已故的同伴。
隨著火焰落網且接受法律制裁，完成使命的艾蓮妮卡帶領團體銷聲匿跡，而村中與少年偵探團作證他們是英雄。負傷的高木及時送醫、接受手術且平安脫險，但他還未出院就直接被目暮一行人偷偷抬到月參寺的“葬禮”上，參加搜查一課舉辦的方面本部長祖母喪禮的安全演習。

## 登場角色

### 原作角色
| 角色           | 配音       | 配音     | 配音     | 配音     | 簡介 |
| 角色           | 日本       | 臺灣     | 香港     | 中国大陆 | 簡介 |
| 主要人物       | 主要人物   | 主要人物 | 主要人物 | 主要人物 | 主要人物 |
| -------------- | ---------- | -------- | -------- | -------- | --- |
| 江戶川柯南     | 高山南     | 曾允凡   | 周恩恩   | 李世荣   | 本作品男主角，原高中生名偵探工藤新一，被黑暗組織的琴酒灌下毒藥而縮小身體變成小孩，後化名為江戶川柯南，寄住在毛利家中並暗中調查黑暗組織。 |
| 工藤新一       | 山口勝平   | 劉傑     | 李家傑   | 张杰     | 本作品男主角，原高中生名偵探工藤新一，被黑暗組織的琴酒灌下毒藥而縮小身體變成小孩，後化名為江戶川柯南，寄住在毛利家中並暗中調查黑暗組織。 |
| 毛利蘭         | 山崎和佳奈 | 魏晶琦   | 王慧珠   | 季冠霖   | 新一的青梅竹馬兼女朋友，運動神經發達，擅長空手道，曾獲得全國高中空手道關東大賽的冠軍。 |
| 灰原哀         | 林原惠     |          |          | 閻萌萌   | 柯南的搭檔兼好友，本名宮野志保，原黑暗組織科學家雪莉。吃下毒藥而縮小身體，逃離組織後寄住在阿笠家中，並化名灰原哀。 |
| 毛利小五郎     | 小山力也   | 曹冀魯   | 黃志明   | 张遥函   | 小蘭的父親，英理的丈夫，私家偵探，外號「沉睡小五郎」，原刑警，辭職後在家開設毛利偵探事務所。 |
| 安室透／降谷零 | 古谷徹     | 劉傑     | 李家傑   | 藤新     | 本作劇場版「關鍵人物」之一。警察廳警備局警備規劃課的公安警察，本名為降谷零，化名為安室透，臥底於黑暗組織，代號為「波本」，以安室透身份自稱私家偵探，同時在白羅咖啡廳擔任服務生。                                                               |
| 高木涉         | 高木涉     | 劉傑     | 李家傑   | 张圣     | 本作劇場版「關鍵人物」之一。警視廳刑事部搜查一課的刑警（巡查部長），會聽小孩的意見，與少年偵探團關係極好，與佐藤美和子是戀人關係。 |
| 佐藤美和子     | 湯屋敦子   | 魏晶琦   | 陳子瑩   | 杨希     | 本作劇場版「關鍵人物」之一。警視廳刑事部搜查一課的警官（警部補），擁有極多追求者，有著「警視廳之花」的稱呼，與高木涉是戀人關係。 |
| 關鍵人物       |            |          |          |          | |
| 松田陣平       | 神奈延年   | 李世揚   | 黃尉斯   | 边江     | 本作劇場版「關鍵人物」之一。降谷零在警校時期的同期學生，與萩原研二為童年玩伴，隸屬警視廳警備部機動部隊拆彈組的警員，後來在三年前的11月轉入搜查一課，曾與佐藤美和子互相有好感。但在隔天在處理摩天輪炸彈事件中殉職，並在臨死前向佐藤用簡訊表白。 |
| 萩原研二       | 三木真一郎 | 劉傑     | 李家傑   | 杨天翔   | 本作劇場版「關鍵人物」之一。降谷零在警校時期的同期學生，與松田為童年玩伴，隸屬警視廳警備部機動部隊拆彈組的警員，七年前在處理大樓炸彈事件中因公殉職。                                                                                           |
| 伊達航         | 東地宏樹   | 吳文民   | 陳健豪   | 刘北辰   | 本作劇場版「關鍵人物」之一。降谷零在警校時期的同期學生，任職於警視廳下轄警察署，後來在三年前的12月轉入警視廳刑事部搜查一課，負責帶領高木涉的前輩。一年前的某天和高木涉通宵埋伏後，被疲勞駕駛的車輛撞傷殉職。                                   |
| 諸伏景光       | 綠川光     | 曹冀魯   | 黃志明   | 杨昕燃   | 本作劇場版「關鍵人物」之一。降谷零在警校時期的同期學生兼童年玩伴，隸屬警視廳公安部的公安警察。與降谷一樣是被派入黑暗組織內的間諜，代號為「蘇格蘭威士忌」。三年前因為不知名的原因在組織中暴露真實身份而自盡殉職。                               |
| 朋友相關人物   |            |          |          |          | |
| 阿笠博士       | 緒方賢一   | 吳文民   | 陳健豪   | 郭政建   | 工藤家的鄰居兼好友，科學家兼發明家，會發明出一些道具讓柯南在案件中使用，在灰原哀逃離黑暗組織後收留她。 |
| 吉田步美       | 岩居由希子 | 楊凱凱   | 李蔓宜   | 山新     | 三人為帝丹小學一年級生，後來與轉學生柯南和灰原一同組成少年偵探團。 |
| 小嶋元太       | 高木涉     | 劉傑     | 黃尉斯   | 张磊     | 三人為帝丹小學一年級生，後來與轉學生柯南和灰原一同組成少年偵探團。 |
| 圓谷光彦       | 大谷育江   | 魏晶琦   | 顧詠雪   | 刘校妤   | 三人為帝丹小學一年級生，後來與轉學生柯南和灰原一同組成少年偵探團。 |
| 鈴木園子       | 松井菜櫻子 | 楊凱凱   | 李蔓宜   | 佟心竹   | 小蘭的好友兼同學，鈴木財團的二千金，時常邀請毛利家參加各式的宴會活動，與京極真（日本空手道黑帶冠軍）是戀人關係。 |
| 警察相關人物   |            |          |          |          | |
| 目暮十三       | 茶風林     | 吳文民   | 陳健豪   | 张闻天   | 警視廳刑事部搜查一課的警官（警部），曾是毛利小五郎的上司，經常在兇案現場要求部下調查相關證據。 |
| 白鳥任三郎     | 井上和彥   | 劉傑     | 陳健豪   | 吴凌云   | 警視廳刑事部搜查一課的警官（警部），出身於豪門，與小林澄子（帝丹小學的班導師）是戀人關係。 |
| 千葉和伸       | 千葉一伸   | 曹冀魯   | 黃尉斯   | 张磊     | 警視廳刑事部搜查一課的刑警（巡查部長），高木的好友，與三池苗子是戀人關係。 |
| 三池苗子       | 田中理惠   | 曾允凡   | 李蔓宜   | 徐佳琦   | 警視廳交通部執行課的女警（巡查部長），與千葉和伸是戀人關係。 |
| 宮本由美       | 杉本優     | 楊凱凱   | 王慧珠   | 闫夜桥   | 警視廳交通部執行課的女警（警部補），佐藤的好友，與人稱「太閣名人」的羽田秀吉是戀人關係。 |
| 風見裕也       | 飛田展男   | 吳文民   | 陳健豪   | 皇贞季   | 警視廳公安部所屬的公安（警部補），降谷零的直屬部下。本作與降谷一起追捕連環炸彈犯，但在近距離爆炸中受傷，受降谷的命令與搜查一課合作。 |
| 其他相關人物   |            |          |          |          | |
| 炸彈犯         | 中田讓治   | 曹冀魯   | 黃志明   |          | 「東都鐵塔炸彈事件」和「摩天輪爆炸事件」的犯人，本名不詳，過去七年來將警方耍得團團轉，造成萩原研二與松田陣平之死，直到一個月前被柯南阻止犯行後遭到逮捕。這次在「火焰」的協助下越獄，作為引出降谷零的誘餌，最後被炸彈項圈炸死。                 |

### 本作角色
| 角色                  | 配音                  | 配音                      | 配音     | 配音     | 簡介 |
| 角色                  | 日本                  | 臺灣                      | 香港     | 中国大陆 | 簡介 |
| 本作要角              | 本作要角              | 本作要角                  | 本作要角 | 本作要角 | 本作要角 |
| --------------------- | --------------------- | ------------------------- | -------- | -------- | --- |
| 克莉絲汀·理察         | 山口由里子            | 楊凱凱                    |          | 张碧玉   | 40歲，村中努的未婚妻，父母均为法国人，從20歲起就居住於日本，所以日語相當流利，與村中在醫院相識。但真實身分是無差別炸彈犯「火焰」（），三年前的事件中與降谷、松田、伊達及諸伏交過手，過程中被景光用槍擊射傷右肩，由於被醫師告知強行取出子彈會傷及神經而放棄取出，也因此再也無法舉起右臂。本次犯案動機是為了除掉阻撓自己的民間團體「趕盡殺絕」全員，連帶向降谷等人復仇。最後在直升機內與降谷纏鬥，墜機受傷後仍執意想殺死降谷，最後被村中一手擊昏而落敗，並被日本警方逮捕且移送法辦。 |
| 村中努                | 三宅健太              | 李世揚                    |          | 汤水雨   | 前警視廳刑事部搜查一課的警視正，目暮的同期同事，曾經的威嚴程度賦予他「魔鬼村中」的稱號，某次執行任務時肩膀受傷、決定離開警界成家立業。憑藉警察資歷的直覺認出安室透為公安警察，但直覺對克莉絲汀的真實身分無任何效果。得知未婚妻的真實身分是炸彈犯「火焰」時為此感到錯愕，在目暮警官的勸說下振作起來，衝上去擊暈克莉絲汀，並向艾蓮妮卡承諾會讓日本警方來對其嚴厲懲裁，同時對任何人保密安室的身分，最後與少年偵探團合力阻止炸彈引爆。                                                 |
| 艾蓮妮卡·拉芙倫蒂耶娃 | 白石麻衣              | 魏晶琦                    |          | 贺文潇   | 29歲，金髮碧眼的女性，俄羅斯民間團體「趕盡殺絕」（，）的首領。左臉上留下燒傷一樣的痕跡，精通日語。因為兒子基里爾和身為警官的丈夫不幸命喪於炸彈犯「火焰」的炸彈，加上哥哥奧列格遭逢遇害，為了復仇即使不惜付出任何代價也要手刃「火焰」。帶領組織一路追到日本東京，過程中從柯南身上看到兒子基里爾的影子，最後也是因此找回良知而被柯南說服，與少年偵探團合力阻止炸彈引爆，確認火焰移送法辦後，就此帶領團體銷聲匿跡。                                                                   |
| 「趕盡殺絕」          |                       |                           |          |          | |
| 奧列格·拉芙倫蒂耶夫   | 火山太田              | 原音呈現                  |          | 图特哈蒙 | 民間團體「趕盡殺絕」成員，艾蓮妮卡的哥哥。知道神秘的變裝炸彈犯「火焰」的身分與線索，前往警視廳的路上被平板電腦的爆炸陷阱中不幸喪命。 |
| 德米特里·拉扎列夫     | 弗拉基米爾·博格丹諾夫 | 原音呈現                  |          | 林帽帽   | 民間團體「趕盡殺絕」成員，兩人為雙胞胎兄弟。起初待人粗暴，為了達成目的不顧一切，包括襲擊並綁架千葉警官企圖引出松田警官。但在故事結尾雙雙改變心意，出手與少年偵探團合力阻止炸彈引爆。 |
| 格里戈里·拉扎列夫     | 阿列克谢伊·雷切伯     | 原音呈現                  |          | 张恩泽   | 民間團體「趕盡殺絕」成員，兩人為雙胞胎兄弟。起初待人粗暴，為了達成目的不顧一切，包括襲擊並綁架千葉警官企圖引出松田警官。但在故事結尾雙雙改變心意，出手與少年偵探團合力阻止炸彈引爆。 |
| 謝爾蓋                | 馬克西姆·科列斯尼克   | 原音呈現                  |          |          | 民間組織「趕盡殺絕」成員，最後帶領「趕盡殺絕」的所有成員與眾人合力阻止炸彈引爆，並表示會追隨艾蓮妮卡的一切決定。 |
| 其他配角              |                       |                           |          |          | |
| 公安                  | 志村知幸 佐藤美一     | 曹冀魯 李世揚             |          |          | 降谷和風見的公安部下，接收命令引導柯南與降谷會面。曾於《純黑的惡夢》、《零的執行人》出場過。 |
| 警視廳刑警            | 藤原泰浩 松本健太     | 吳文民 李世揚 曹冀魯 劉傑 |          |          | 警視廳搜查一課的刑警們，負責進行婚禮保安的演訓。 |
| 警視廳警察            | 未列名                | 吳文民                    |          |          | 警視廳前駐守警察，目睹爆炸事件的發生。 |
| 鑑識員                | 拜真之介              | 李世揚                    |          |          | 負責調查警視廳前爆炸事件的鑑識員。 |
| 月參寺住持            | 鈴木琢磨              | 曹冀魯                    |          |          | 每年都會見到降谷、松田、伊達及諸伏等人來月參寺掃墓。 |
| 咖啡店店員            | 未列名                | 曹冀魯                    |          |          | 醫院「咖啡日比谷」店員。 |
| 護士                  | 慶長佑香              | 曾允凡                    |          |          | 澀谷中央醫院的護士，負責看護毛利小五郎。 |
| 澀谷警察              | 木内太郎              | 李世揚                    |          |          | 澀谷的警官，陪同千葉警官尋找目擊炸彈犯的證人。 |
| 工讀生                | 未列名                | 曾允凡                    |          |          | 在宮下公園發傳單的工讀生。 |
| 打工男                | 金子誠                | 曹冀魯 李世揚             |          |          | 被「趕盡殺絕」請來打工，在宮下公園附近打扮成南瓜人，以混淆警方的行動。 |
| 孩童                  | 未列名                | 曾允凡 魏晶琦 楊凱凱      |          |          | 在宮下公園撿糖果的孩童們。 |
| 女高中生              | 大島美優              | 楊凱凱 曾允凡             |          |          | 在宮下公園撿糖果的女高中生。 |
| 女性                  | Jenya                 | 曾允凡                    |          |          | 帶著貝雷帽的少女，在宮下公園撿糖果。 |
| 領犬員                | 未列名                | 曹冀魯                    |          |          | 警方領犬員，帶著警犬追查高木的氣味。 |
| 萬聖節女巫            | 未列名                | 楊凱凱                    |          |          | 萬聖節活動中，裝扮女巫的女性。 |
| 記者                  | 疋田由香里            | 曾允凡                    |          |          | 在澀谷採訪參與萬聖節裝扮的群眾。 |
| 婚禮司儀              | 未列名                | 曹冀魯                    |          |          | 負責村中和克里斯汀的婚禮司儀，為白鳥所假扮。 |
| 俄羅斯男性            |                       | 原音呈現                  |          |          | 「趕盡殺絕」成員，與眾人合力阻止炸彈引爆。 |

## 製作

### 製作人員
- 原作：青山剛昌
- 導演：滿仲勸
- 劇本：大倉崇裕
- 配樂：菅野祐悟[註 10]
- 動畫製作：TMS/第一工作室
- 製作：名偵探柯南製作委員會（小學館、讀賣電視台、日本電視台、ShoPro、東寶、TMS娛樂）
- 發行：東寶

## 音樂

### 主題曲
| 類別   | 曲名                         | 作詞     | 作曲     | 演唱            |
| ------ | ---------------------------- | -------- | -------- | --------------- |
| 主題曲 | 「時滯錯覺」(クロノスタシス) | 藤原基央 | 藤原基央 | BUMP OF CHICKEN |

### 原聲帶

#### 歌曲
| 曲序 | 曲目                                                     |
| ---- | -------------------------------------------------------- |
| 1.   | 永遠の愛の誓い                                           |
| 2.   | 首輪爆弾                                                 |
| 3.   | 予行演習                                                 |
| 4.   | 名探偵コナンメインテーマ（ハロウィンの花嫁ヴァージョン） |
| 5.   | でんぐり返し                                             |
| 6.   | タブレットとメモ                                         |
| 7.   | 名刺                                                     |
| 8.   | 回想 〜リメンバー〜                                      |
| 9.   | 形跡                                                     |
| 10.  | 理不尽な命令                                             |
| 11.  | ジェラシー                                               |
| 12.  | フィアンセとの出会い                                     |
| 13.  | 恋する君へ                                               |
| 14.  | 地下シェルター                                           |
| 15.  | 4人の約束                                                |
| 16.  | 3年前の事件                                              |
| 17.  | 闘いの火蓋                                               |
| 18.  | 頭脳戦 〜一進一退の攻防〜                                |
| 19.  | 絶体絶命 〜揺れる運命〜                                  |
| 20.  | 空からのお礼                                             |
| 21.  | 僕らの休日                                               |
| 22.  | 最強の探偵達                                             |
| 23.  | とんだプレゼント                                         |
| 24.  | 緊迫のスピーカーフォン                                   |
| 25.  | 正体不明の殺し屋                                         |
| 26.  | 何らかの繋がり                                           |
| 27.  | 危険な誘い                                               |
| 28.  | トリックオアトリート                                     |
| 29.  | 復讐の誓い                                               |
| 30.  | アジト 〜罠〜                                            |
| 31.  | 本当の敵は…                                              |
| 32.  | 敵からの警告                                             |
| 33.  | 交錯する目的                                             |
| 34.  | 解けていく謎                                             |
| 35.  | 不安と雑踏                                               |
| 36.  | ハロウィンクイズ                                         |
| 37.  | 誓いの儀式 〜踏み絵〜                                    |
| 38.  | 血塗られたウエディングドレス                             |
| 39.  | 屈辱の復讐と代償                                         |
| 40.  | 運命のランタン                                           |
| 41.  | プレゼントのお返し 〜最後の戦い                          |
| 42.  | 怒りに塗れたプライド                                     |
| 43.  | 破裂                                                     |
| 44.  | 憎しみと悲しみを抱いて                                   |
| 45.  | キミがいれば（ハロウィンの花嫁ヴァージョン）             |
| 46.  | 揺れ動く運命 〜奇跡を信じて〜                            |
| 47.  | あの日のキミへ                                           |
| 48.  | ドタバタロック                                           |

## 與原作和動畫的差異
本作與《名偵探柯南》漫畫原作以及動畫有不同之處。
- 萩原研二和松田陣平的殉職日期與原作維持一致，均為11月7日，只有在動畫改編的第304話〈震動的警視廳 1200萬人質〉中，為配合播出時間而改為1月6日。
- 在回憶場景中，松田與佐藤搭檔的第六天時，曾用手機為死去的萩原發過簡訊，而無論是在原作及動畫中都是使用移動電話，只在本作中因配合現代而改為智能手機。
- 在原作與動畫中，松田與佐藤搭檔第六天時，曾在車中議論過當天上午的案件調查，佐藤同時抱怨過松田的問案方式。而在本作中，兩人當天上午做的事情改為勸阻一名企圖跳樓自殺的市民。

## 宣傳與推廣

由原作者青山剛昌手繪的海報。

2021年4月16日，《名偵探柯南：緋色的彈丸》放映結束後出現警視廳以及松田陣平的台詞「喂你們幾個，輪到我們出場了！」的製作預告，暗示劇情將與《名偵探柯南 警察學校篇 Wild Police Story》有關，並定檔於2022年黃金週。4月中，原作者青山剛昌拜訪名偵探柯南咖啡廳表參道店並公佈兩張親筆手稿，其中一張為高木涉、佐藤美和子以及警校五人組的手稿。9月20日，青山剛昌透過任天堂發行的《集合啦！動物森友會》和《來吧！動物森友會》提及本作劇場版的片名格式。10月26日，公開萬聖節視覺圖，官方網站與官方Twitter帳號也同時更新，並宣佈與TikTok合作，於2021年10月26日至11月30日期間限時推出TikTok特效。12月1日，《週刊少年Sunday》2022年1號中，發表本作的標題、作品介紹以及青山剛昌的手繪海報，海報上的宣傳標語為「承諾給我永遠的愛，好嗎？」。

## 票房
| 上一届： 《怪獸與鄧不利多的秘密》 | 2022年日本週末票房冠軍 第16-19週 | 下一届： 《新·超人力霸王》 |

## 總集篇
《名偵探柯南：總局刑警戀愛物語～結婚前夜～》，是改編自日本漫畫家青山剛昌創作的漫畫系列《名偵探柯南》的電視動畫總集篇。於2022年4月15日「週五Load SHOW」時段播出的特別節目。對過去電視播放的《震動警視廳的1200萬人質》、《總局刑警戀愛物語》系列進行數位修復播放。劇中配音員皆為重新錄製（部分例外）。片尾增加一個新場景，為《萬聖節的新娘》的前傳。

### 登場角色
| 角色       | 配音員                     | 配音員               | 備註      |
| 角色       | 日本                       | 臺灣                 | 備註      |
| ---------- | -------------------------- | -------------------- | --------- |
| 江戶川柯南 | 高山南                     | 曾允凡               |           |
| 高木涉     | 高木涉                     | 劉傑                 |           |
| 佐藤美和子 | 湯屋敦子                   | 魏晶琦               |           |
| 目暮十三   | 茶風林                     | 吳文民               |           |
| 白鳥任三郎 | 井上和彥                   | 劉傑                 |           |
| 千葉和伸   | 千葉一伸                   | 曹冀魯               |           |
| 松本清長   | 加藤精三                   | 劉傑                 |           |
| 松田陣平   | 神奈延年                   | 李世揚               |           |
| 萩原研二   | 三木真一郎                 | 劉傑                 |           |
| 伊達航     | 東地宏樹                   | 吳文民               | [ 註 11 ] |
| 吉田步美   | 岩居由希子                 | 楊凱凱               |           |
| 小嶋元太   | 高木涉                     | 劉傑                 |           |
| 圓谷光彦   | 大谷育江                   | 魏晶琦               |           |
| 阿笠博士   | 緒方賢一                   | 吳文民               |           |
| 灰原哀     | 林原惠                     | 魏晶琦               |           |
| 毛利蘭     | 山崎和佳奈                 | 魏晶琦               |           |
| 工藤新一   | 山口勝平                   | 劉傑                 |           |
| 鈴木園子   | 松井菜櫻子                 | 楊凱凱               |           |
| 宮本由美   | 杉本優                     | 楊凱凱               |           |
| 三池苗子   | 田中理惠                   | 曾允凡               |           |
| 炸彈犯     | 中田讓治                   | 曹冀魯               |           |
| 縱火犯     | 大友龍三郎                 | 李世揚               |           |
| 笛本隆策   | 佐藤正治                   | 李世揚               |           |
| 鹿野修二   | 鈴木琢磨                   | 吳文民               | [ 註 12 ] |
| 鍋井永貴   | 宮下榮治                   | 李世揚               | [ 註 13 ] |
| 矢倉麻吉   | 堀井茶渡                   | 曹冀魯               | [ 註 14 ] |
| 刑警       | 柳澤榮治 小田敏充 鳥海勝美 | 吳文民 李世揚 曹冀魯 |           |
| 電視台職員 | 蓮池龍三                   | 李世揚               |           |
| 女店員     | 生田光                     | 曾允凡               |           |
| 男孩       | 城戶圓                     | 楊凱凱 魏晶琦        |           |
| 摩天輪職員 | 不適用                     | 曹冀魯               |           |
| 朱美的母親 | 不適用                     | 楊凱凱               | [ 註 15 ] |
| 朱美       | 不適用                     | 曾允凡               | [ 註 16 ] |
| 運毒者     | 不適用                     | 李世揚               | [ 註 17 ] |
| 遊樂園遊客 | 不適用                     | 李世揚               |           |
| 麻將館店員 | 不適用                     | 吳文民               |           |
| 機場廣播   | 不適用                     | 楊凱凱               |           |

## 備註
1. ↑  小學館、讀賣電視台、日本電視台、ShoPro、東寶、TMS娛樂
2. ↑  DVD由新映影片發行
3. ↑  华策影视与众合千澄影业持有中國大陸發行權，但依官方外片政策由中國電影集團進口，中國電影股份有限公司發行。
4. ↑  公安介入對外封鎖消息，將事件稱之為“燃氣洩漏”。
5. ↑  艾蓮妮卡承認三年前的商住樓事件原是她們團體為了引出火焰而設的陷阱，計劃匿名委託火焰前來安置炸彈並將其拿下，然而卻失手而導致警校四人組的介入，縱使奧列格決定前去求助三年前成功拆除炸彈的松田。
6. ↑  紙上的日圓符號其實是指澀谷中心路口的路線圖。
7. ↑  克莉絲汀在婚禮開始前的休息室中說過火焰已在日本殺死兩個人，其中包括沒有對外公開的連環炸彈犯人。
8. ↑  火焰曾潛入警視廳調查過警校四人組的身分，得知松田與伊達相繼殉職，唯獨降谷零與諸伏景光查不出任何資訊。而事實為，諸伏景光已於黑暗組織臥底期間身亡。
9. ↑  為了不讓安室對自己的身份有所懷疑，柯南沒有直說是萩原研二幫過他，僅僅說是一個長得很像萩原的好心人。
10. ↑  12月23日，官方正式宣布菅野祐悟接過大野克夫的接力棒，承擔本部劇場版的配樂製作。菅野祐悟為日本知名劇伴製作人，菅野劇伴作品為《JoJo的奇妙冒險》、《工作細胞BLACK》、《圖書館戰爭》和《神探伽利略》、《晝顏》、《新參者》、《日本沈沒》等眾多大人氣動畫和日劇。
11. ↑  電視原版聲優藤原啟治（日本）；吳文民（台灣）。
12. ↑  電視原版聲優納谷六朗（日本）；徐健春（台灣）。
13. ↑  電視原版聲優森功至（日本）；吳文民（台灣）。
14. ↑  電視原版聲優西村朋紘（日本）；官志宏（台灣）。
15. ↑  電視原版聲優為丸田麻里（日本）；魏晶琦（台灣）。
16. ↑  電視原版聲優為金井美香（日本）；陶敏嫻（台灣）。
17. ↑  電視原版聲優為岡野浩介（日本）；徐健春（台灣）。

## 外部連結
- 官方网站 （日語）
- 名偵探柯南：萬聖節的新娘的X（前Twitter） （日語）
- 名偵探柯南：萬聖節的新娘的Facebook專頁 （日語）
- 互联网电影数据库（IMDb）上《名偵探柯南：萬聖節的新娘》的资料（英文）
- 開眼電影網上《名偵探柯南：萬聖節的新娘》的資料（繁體中文）
- 豆瓣电影上《名偵探柯南：萬聖節的新娘》的資料 （简体中文）
- 互联网电影数据库（IMDb）上《名偵探柯南：總局刑警戀愛物語～結婚前夜～》的资料（英文）
- 豆瓣电影上《名偵探柯南：總局刑警戀愛物語～結婚前夜～》的資料 （简体中文）
- 在Netflix上觀看《名偵探柯南：萬聖節的新娘》